# Outreau (pièce de théâtre)
 (mars 2013).
Si vous disposez d'ouvrages ou d'articles de référence ou si vous connaissez des sites web de qualité traitant du thème abordé ici, merci de compléter l'article en donnant les références utiles à sa vérifiabilité et en les liant à la section « Notes et références ».
Outreau est une pièce de théâtre écrite par Jean-Luc Jeener en 2012. Mise en scène par l'auteur, elle est jouée au Théâtre du Nord-Ouest de janvier à juillet 2013.

## Résumé
La pièce s'inspire de l'Affaire d'Outreau, complexe affaire judiciaire qui suscita une forte émotion dans l'opinion publique au cours des années 2000. Elle est publiée chez les éditions Téqui. Elle fut créée au Théâtre du Nord-Ouest à Paris en 2013.

## Distribution
- Murielle Adam : Marie
- Martine Delor : Stéphanie
- Benoît Dugas  : Le juge
- Patricia Gleville : La greffière
- Remy Oppert  : L'huissier
- Jean-Dominique Peltier : Le policier
- Pierre Sourdive  : Le prêtre